# Schießstätte (Dinkelsbühl)
Schießstätte ist eine Wüstung auf dem Gemeindegebiet der Großen Kreisstadt Dinkelsbühl im Landkreis Ansbach (Mittelfranken, Bayern).

## Geografie
Die Einöde lag auf einer Höhe von 444 m ü. NHN circa 0,8 Kilometer östlich der Stadtmitte von Dinkelsbühl.

## Geschichte
Schießstätte lag im Fraischbezirk der Reichsstadt Dinkelsbühl. Das Anwesen war im städtischen bzw. bürgerlichen Besitz. Bei der Vergabe der Hausnummern Anfang des 19. Jahrhunderts erhielt das Anwesen die Nummer 749. Im Jahr 1809 wurde Schießstätte infolge des Gemeindeedikts dem Steuerdistrikt und der Munizipalgemeinde Dinkelsbühl zugeordnet. 1836 bestand Schießstätte aus einem Anwesen mit vier Bewohnern. Auf einer topographischen Karte von 1910 wurde der Ort letztmals verzeichnet. Heute befindet sich anstelle der Einöde ein Gewerbegebiet.

## Religion
Die Protestanten waren nach St. Paul (Dinkelsbühl) gepfarrt, die Katholiken nach St. Georg (Dinkelsbühl).